# Chelcie Ross
Chelcie Claude Ross (Oklahoma, 20 de junio de 1942) es un actor estadounidense, reconocido por sus actuaciones en las películas Above the Law, Major League, Basic Instinct, Bill & Ted's Bogus Journey, Hoosiers y The Ballad of Buster Scruggs.
Antes de iniciar su carrera en la actuación, Ross combatió en la Guerra de Vietnam y fue condecorado con una Estrella de Bronce. Dejó la fuerza aérea en 1970. Su hijo, Ian Ross, toca el bajo en la banda John 5 and The Creatures, grupo instrumental formado por John 5 (Marilyn Manson, Rob Zombie).

## Filmografía

### Cine
| Año  | Título                      | Papel            | Notas                          |
| ---- | --------------------------- | ---------------- | ------------------------------ |
| 1977 | Keep My Grave Open          | Kevin            |                                |
| 1983 | The Big Score               | Hoffa            |                                |
| 1983 | The Last Leaf               | Constable        | Cortometraje                   |
| 1986 | One More Saturday Night     | Sr. Lundahl      |                                |
| 1986 | Hoosiers                    | George Walker    |                                |
| 1988 | Above the Law               | Nelson Fox       |                                |
| 1987 | The Untouchables            | Reportero        |                                |
| 1989 | Major League                | Eddie Harris     |                                |
| 1989 | The Package                 | Gen. Hopkins     |                                |
| 1990 | The Long Walk Home          | Martin           |                                |
| 1991 | Bill & Ted's Bogus Journey  | Coronel Oats     |                                |
| 1991 | The Last Boy Scout          | Calvin Baynard   |                                |
| 1992 | Basic Instinct              | Capitán Talcott  |                                |
| 1993 | Amos & Andrew               | Earl             |                                |
| 1993 | Rudy                        | Dan Devine       |                                |
| 1994 | Richie Rich                 | Ferguson         |                                |
| 1996 | Chain Reaction              | Ed Rafferty      |                                |
| 1998 | Primary Colors              | Charlie Martin   |                                |
| 1998 | A Simple Plan               | Carl Jenkins     |                                |
| 1999 | Charming Billy              | Raymond Starkman |                                |
| 2000 | The Gift                    | Kenneth King     |                                |
| 2001 | Madison                     | Roger Epperson   |                                |
| 2001 | Novocaine                   | Mike             |                                |
| 2001 | The Majestic                | Avery Wyatt      |                                |
| 2002 | Waking Up in Reno           | Fred Bush        |                                |
| 2003 | Uncle Nino                  | Stewart          |                                |
| 2008 | The Express                 | Lew Andreas      |                                |
| 2009 | Horsemen                    | Oficial Krupa    |                                |
| 2009 | Arrástrame al infierno      | Leonard Dalton   |                                |
| 2009 | Formosa Betrayed            | Daltry           |                                |
| 2011 | The Dilemma                 | Thomas Fern      |                                |
| 2011 | Fertile Ground              | Avery            |                                |
| 2011 | The Last Rites of Joe May   | Billy Tidrow     |                                |
| 2012 | At Any Price                | Byron            |                                |
| 2012 | Trouble with the Curve      | Smitty           |                                |
| 2015 | Consumed                    | Bob McHenry      |                                |
| 2016 | Imperfections               | Lil Pop          |                                |
| 2017 | New Money                   | Boyd Tisdale     |                                |
| 2018 | La balada de Buster Scruggs | Trapper          | Segmento: "The Mortal Remains" |